# Faye Njie
Faye Alex Njie (* 23. November 1993 in Helsinki, Finnland) ist ein finnisch-gambischer Judoka, der zuletzt für den westafrikanischen Staat Gambia startete.

## Karriere
Njie hat einen gambischen Vater und eine finnische Mutter, durch seine Abstammung hat er laut gambischer Verfassung auch die gambische Staatsbürgerschaft. Bei den Afrikaspielen 2015 in Brazzaville nahm er teil und vertrat die gambische Mannschaft bei den Judo-Wettbewerben in der Gewichtsklasse bis 73 kg. Er holte sich die Silber-Medaille. Bei den Olympischen Sommerspielen 2016 in Rio de Janeiro nahm er auch an den Judo-Wettbewerben in der Gewichtsklasse bis 73 kg teil. Sein erster Gegner war Didar Khamza aus Kasachstan, Njie unterlag und schied damit in der Qualifikationsrunde aus.
2017 erreichte Njie bei den Judo-Afrikameisterschaften 2017 das Finale und erhielt die Silbermedaille hinter dem Ägypter Mohamed Mohyeldin. 2019 gewann er Bronze bei den Afrikameisterschaften in Kapstadt. 2021 erkämpfte er noch einmal Silber hinter dem Algerier Fethi Nourine. Bei den Olympischen Spielen in Tokio schied er in seinem Auftaktkampf gegen den Tadschiken Somon Mahmadbekow aus. Bei den Commonwealth Games 2022 gewann er in seiner Gewichtsklasse die Silbermedaille, die erste Medaille Gambias in der Geschichte der Commonwealth Games.